# Ma non è una malattia
Ma non è una malattia  è una canzone scritta da Gianfranco Manfredi e Ricky Gianco, incisa nel 1976  e pubblicata nell'omonimo album.

## Testo e significato
Nell'ascolto del brano si nota un’evidente contrasto fra una musica lieta, festosa (dixiland) e un testo profondamente malinconico e carico di dolore. Inoltre, quasi tutte le strofe del brano iniziano raccontando giudizi negativi verso il protagonista della canzone da parte di persone non bene identificate, a parte la madre.
Il ritornello invece, è composto da una frase ripetuta come un mantra :
Dopo l’ascolto ciascuno si può fare un’idea di quali siano le problematiche che affliggono il protagonista e le tematiche proposte dall'autore. 
.
Questo brano è stato una parte della colonna sonora del movimento del Settantasette.